# Goriška Gora
Goriška Gora este o localitate din comuna Škocjan, Slovenia, cu o populație de 11 locuitori.